# Lone Hindø
Lone Hindø (født 15. oktober 1948 i Ringkøbing) er sognepræst, teolog, dåbsforsker,  forfatter og politiker.
Hun er student fra Vestjysk Gymnasium i Tarm og blev uddannet lærer fra Silkeborg Seminarium i 1971. I årene 1986-1994 var hun rådmand i Aarhus. Hun læste teologi ved Aarhus Universitet og blev cand.theol. herfra i 1998.
Lone Hindø var fra 1982–1994 og igen 1998–2002 medlem af Aarhus Byråd og fra 1994–1998 medlem af Århus Amtsråd. I 1986 blev hun byens første kvindelige rådmand; først i magistraten for el, vand og varme samt kollektiv trafik. Senere var hun rådmand for skole- og kulturområdet. Hun trådte derefter et skridt tilbage og blev atter menigt byrådsmedlem for på den måde bedre at kunne hellige sig teologistudiet. Frem til 1995 repræsenterede hun SF, men brød med partiet og meldte sig efter en kort periode som løsgænger ind i Socialdemokratiet. Fra 1997 til 2002 var hun bl.a. formand for kommunens sundhedsudvalg. Lone Hindø valgte ikke at genopstille ved valget i november 2001. Hun har siden været aktiv i den socialdemokratiske organisation på forskellig vis. Hun opstillede atter til valget 2017 og blev valgt til Aarhus fra 1. januar 2018. Hun er nu formand for sundhedsudvalget samt medlem af udvalg for social og beskæftigelse.
Siden 1998 har Lone Hindø været sognepræst. Først i et tre måneders vikariat ved Them Pastorat og siden ved Trige-Ølsted-Spørring Pastorat. 
Hun har fra 2002 forsket i dåben set fra en kulturhistorisk synsvinkel. Hendes projekt er: Dåb og klær. Dåben som bærer af tradition.
Lone Hindø er gift med biolog, lic.scient. Vagn Juhl-Larsen. Ægteparret bor på en mindre gård vest for Aarhus, hvor de bl.a. opdrætter heste.